# .pw
.pw è il dominio di primo livello nazionale assegnato a Palau.
Dal 2003 amministrato dalla Micronesia Investment & Development Corporation (MIDCORP), nel 2012 Directi ha deciso di commercializzare il dominio come generico utilizzando la dicitura "the Professional Web". Nell'aprile 2013 è stato annunciato che nell'arco di tre settimane sono stati registrati oltre 50 000 domini.